# Kelvin Hoefler
Kelvin Hoefler (n. 10 februarie 1994, Guarujá, São Paulo, Brazilia) este un skateboarder ce a reprezentat Brazilia, medaliat olimpic. A participat la 1 ediție a Jocurilor Olimpice (2020) în care a câștigat 1 medalie de argint.